# 1533
1533 (MDXXXIII) je bilo navadno leto, ki se je po julijanskem koledarju začelo na sredo.

## Dogodki
- 1. januar

## Rojstva
- 28. februar - Michel Eyquem de Montaigne, francoski pisatelj, filozof († 1592)
- 24. april - Viljem I. Oranski, knez Oranski, grof Nassavsko-Dillenburški († 1584)
- 6. junij - Bernardino Baldi, italijanski matematik († 1617)
- 7. avgust - Valentin Weigel, nemški teolog, filozof in mistik († 1588)
- 7. september - Elizabeta I., kraljica Anglije in Irske († 1603)
- 27. september - Štefan Báthory, transilvanski knez, poljski kralj in litovski veliki knez († 1586)
- 13. december - Erik XIV., švedski kralj († 1577)

## Smrti
- 6. julij - Ludovico Ariosto, italijanski književnik (* 1474)
- 3. december  - Vasilij III. Ivanovič, moskovski veliki knez  (*  1479)

Neznan datum
- Lucas van Leyden, nizozemski graver in slikar (* 1489)